# Сидоров, Пётр Александрович
Пётр Алекса́ндрович Си́доров (27 августа 1927, Яншихово, Батыревский район, Чувашская АССР — 12 ноября 1995, Чебоксары) — советский и российский экономист, кандидат географических наук и доктор экономических наук, профессор Чувашского государственного университета (1977).
Организатор высшего образования; ректор Чувашского государственного университета им. И. Н. Ульянова (1981—1990). Автор более 130 научных работ, в том числе монографий и учебных пособий по региональной экономике и экологии, территориальному планированию.

## Биография
Родился 27 августа 1927 в деревне Яншихово Батыревского района Чувашской АССР.

### Образование
После окончания семилетней школы, в 1941 году поступил в Батыревское педагогическое училище, которое окончил в 1944 году. После войны, в 1950 году, окончил исторический факультет Чувашского государственного педагогического института, в 1957 году — географический факультет Московского государственного университета.
В 1962 году защитил кандидатскую диссертацию на тему «Население Чувашии (Опыт исторического и экономико-географического исследования)». Докторскую диссертацию защитил в 1974 на тему «Проблемы планирования территориальной структуры промышленности района (На материалах Волго-Вятского экономического района)».

### Деятельность
Участник Великой Отечественной войны (1944—1945). Службу проходил в 16-й бригаде оперативных войск МВД и 98-м погранотряде, был ранен. Демобилизовался из армии в 1947 году с должности помощника начальника погранзаставы по политработе в связи осложнением после ранения.
Трудовую деятельность начал учителем, затем стал директором родной Яншиховской семилетней школы Батыревского района (1947—1952 годы). В 1957—1961 годах являлся научным сотрудником НИИ языка, литературы, истории и экономики при Совете Министров Чувашской АССР. В 1961—1963 годах — научный сотрудник и заведующий отделом экономики Забайкальского комплексного НИИ Сибирского отделения Академии наук СССР, в 1963—1967 годах — заведующий отделом размещения производительных сил НИИ экономики Госплана Белорусской ССР. Вернувшись на родину в 1967 году, работал в Чувашском государственном университете: заведующий кафедрой экономики народного хозяйства (1967—1981), ректор (1981—1990), профессор (1990—1995).
Будучи ректором ЧГУ, П. А. Сидоров проделал большую работу по созданию материально-технической базы вуза: построил многоэтажные учебные корпуса университета на улице Университетской в Чебоксарах, внёс существенный вклад в открытие в ЧГУ факультета чувашской филологии и культуры. Под его руководством защищено 20 кандидатских диссертаций.
Умер 12 ноября 1995 года в Чебоксарах, где и был похоронен. Был женат на учёном-фольклористе Е. С. Сидоровой.

## Память
- В Чувашском государственном художественном музее находится портрет П. А. Сидорова работы художника Николая Карачарскова[6].
- В августе 2017 году в Чувашском государственном университете имени И. Н. Ульянова открылась фотовыставка «Ученый, педагог, общественный деятель», посвященная 90-летию со дня рождения второго ректора университета[7].

## Награды
- Заслуженный деятель науки Чувашской АССР (1990);
- Почетный работник высшего образования РФ (1995);
- Почетный академик Академии наук Чувашской Республики;
- Орден Отечественной войны I степени;
- Орден Дружбы народов;
- медали.